# Solomon Islands Sign Language
Die Solomon Islands Sign Language (SISL) ist die lokale Gebärdensprache auf den Salomonen. Es gibt u. a. erhebliche Ähnlichkeiten mit den Gebärdensprachen der Hauptinselprovinzen Gualdalcanal und Malaita. Die Hauptstadt Honiara hat die größte Gehörlosengemeinschaft. Es gibt auch ein „Gehörlosendorf“ in Aruliho. Die SISL hat auch Gebärden aus dem „Signed English“ und der Australischen Gebärdensprache (Auslan).
Wegen Krankheiten wie Meningitis und Röteln kommt es relativ häufig zu Taubheit. Die Bevölkerung hat die SISL in den Alltag integriert und befürchtet eine Unterdrückung durch das in den Schulen unterrichtete Auslan. Dies wurde von einer Studie bekräftigt.

## Renellese Sign Language
Die Rennellese Sign Language ist eine ausgestorbene Gebärdensprache, welche um 1974 auf den Inseln der Provinz Rennell und Bellona der Salomonen dokumentiert wurde. Sie wurde um 1915 von dem Gehörlosen Kagobai entwickelt und von seiner hörenden Familie und seinen Freunden verwendet, starb aber wohl mit ihm aus, da er der einzige Gehörlose der Insel war. Es gab nie eine Gehörlosengemeinschaft auf der Insel. Dementsprechend wurde im Januar 2017 der ISO 639-3-Code „rsi“ eingestellt. Die einzige Quelle dazu von dem Anthropologen Rolf Kuschel führt keine Beweise mit einem Kontakt zu anderen Gebärdensprachen auf. Die Sprache entstand vermutlich spontan aus der Notwendigkeit eines Kommunikationsmittel heraus. Geographisch kann die Sign Language auch als Dialekt der SISL gesehen werden.